# Eunice norvegica
Eunice norvegica är en ringmaskart som först beskrevs av Carl von Linné 1767.  Eunice norvegica ingår i släktet Eunice och familjen Eunicidae. Arten är reproducerande i Sverige. Inga underarter finns listade i Catalogue of Life.